# وباء الكوليرا السابع
يُعد وباء الكوليرا 1961–1975 (يُعرف أيضًا باسم وباء الكوليرا السابع) سابع التفشيات الكبرى للكوليرا الذي وقع أساسًا بين العامين 1961 و1975؛ ما تزال السلاسة المسؤولة مستمرة حتى وقتنا الحاضر. بدأ هذا الوباء، الذي اعتمد على سلالة الطور، في إندونيسيا في عام 1961، لينتشر في بنغلاديش بحلول عام 1963. وصل الوباء إلى الهند في عام 1964، ثم الاتحاد السوفييتي في عام 1966. حدث تفشي للكوليرا في أوديسا في يوليو 1970، ووردت تقارير حول تفشي الكوليرا في باكو في عام 1972، لكن تكتم الاتحاد السوفييتي على هذه المعلومات. وصل الوباء إلى إيطاليا من شمال أفريقيا في عام 1973. شهد اليابان ومناطق جنوب المحيط الهادئ بعض التفشيات القليلة في أواخر سبعينيات القرن العشرين. وصل عدد الحالات المبلغ عنها حول العالم إلى 155,000 إصابة في عام 1971، وارتفع الرقم إلى 570,000 في عام 1991. ساهمت وسائل النقل الحديثة والهجرة الجماعية في انتشار المرض. مع ذلك، انخفضت معدلات الوفيات بشكل معتبر مع بدء الحكومات في اتخاذ تدابير وقائية وعلاجية حديثة. انخفض معدل الوفيات الاعتيادي من 50% إلى 10% بحلول ثمانينات القرن العشرين وإلى أقل من 3% بحلول تسعينيات القرن العشرين.
في عام 1991، ظهرت السلالة من جديد في أمريكا اللاتينية. بدأت في البيرو لتنتهي بوفاة 10,000 شخص تقريبًا. تتبعت الأبحاث أصل السلالة المسؤولة عن وباء الكوليرا السابع. اعتُقد أن ظهور السلالة في أمريكا اللاتينية عائد إلى انتقالها عبر المياه الملوثة من آسيا، لكن أظهرت العينات المأخوذة من أمريكا اللاتينية تطابقًا مع تلك المأخوذة من أفريقيا.
من المحتمل أن انتقال العامل الممرض السريع حول العالم في القرن العشرين عائد إلى خليج البنغال، المكان الرئيسي الذي انتشر المرض منه.
يمكن تصنيف هذا الوباء في فترتين. خلال الفترة الأولى (1961-1969)، أبلغت 24 دولة آسيوية عن إجمالي 419,968 حالة إصابة بالكوليرا. خلال الفترة الثانية (1970-1975)، أبلغت 73 دولة في آسيا، وأفريقيا، وأوروبا والأمريكيتين عن إجمالي 706,261 حالة إصابة. تحدث الإصابة بالكوليرا نتيجة تناول الطعام أو شرب الماء الملوث ببكتيريا ضمة الكوليرا. تصيب الكوليرا الأطفال والبالغين على حد سواء، وتسبب حالة إسهال مائي حاد مصحوبة بالتجفاف.

## مقدمة
الكوليرا هي عدوى مسببة للإسهال الحاد ناجمة عن ابتلاع الطعام أو الماء الملوث ببكتيريا ضمة الكوليرا. يحدث تلوث الطعام والشراب بشكل شائع عن طريق البراز، إذ تنتشر العدوى من خلال الطريق الفموي الشرجي. قد تحدث الكوليرا أيضًا نتيجة تناول المحاريات النيئة. تبدأ أعراض المرض بالظهور بعد 12 ساعة إلى 5 أيام من العدوى، مع ذلك، يختبر 10% فقط من المصابين أعراضًا شديدة من الإسهال المائي والتقيؤ وتشنجات الساقين. يمكن تشخيص الكوليرا من خلال اختبار عينة براز أو إجراء مسحة المستقيم، ويعتمد العلاج على إعطاء محاليل معالجة الجفاف عن طريق الفم (أو آر سي). تستخدم «أو آر سي» تركيزات متكافئة من الصوديوم والغلوكوز بهدف رفع امتصاص الصوديوم في الأمعاء الدقيقة إلى الحد الأقصى، والتعويض عن فقد السوائل بحذر. في الحالات الشديدة، يؤدي فقدان سوائل الجسم السريع إلى التجفاف ما يعرض المريض لخطر الإصابة بالصدمة. يتطلب هذا إعطاء السوائل عن طريق الوريد إلى جانب وصف المضادات الحيوية. يرتبط انتقال الكوليرا بشكل وثيق مع الوصول غير الكافي للمياه النظيفة ومرافق الصرف الصحي، يزداد خطر الإصابة بالتالي في المناطق العشوائية والمجتمعات الفقيرة. لعبت العديد من العوامل دورًا في انتشار وباء الكوليرا بين العامين 1961 و1975. يُعتبر كل من الإرهاب، والفيضانات، والتخلص غير السليم من مياه الصرف وسوء النظافة البيئية من الأسباب الرئيسية لانتشار المرض.